# Марисов, Валерий Константинович
Вале́рий Константи́нович Ма́рисов (23 октября 1915 года — 18 января 1992 года) — советский государственный и партийный деятель, первый секретарь Удмуртского обкома КПСС (1963—1985), Герой Социалистического Труда (1982).

## Биография
Родился в Астрахани в семье рабочего водного транспорта. По национальности русский. После окончания школы работал маслёнщиком, помощником машиниста на пароходе Нижне-Волжского пароходства, затем был направлен по комсомольской путёвке на учёбу в Горьковский индустриальный институт им. А. А. Жданова. Член ВКП(б) с 1940 года.
После окончания института в 1940 году работал технологом в отдел главного механика, инженером по оборудованию, старшим мастером, заместителем начальника цеха и начальником ремонтного цеха Завода № 235 Народного комиссариата вооружения СССР в г. Воткинске. Во время Великой Отечественной войны на Воткинском машиностроительном заводе был организован выпуск оборонной продукции, при освоении которой (по инициативе Марисова) был внедрен ряд новых приспособлений и организационно-технических мероприятий, что способствовало успешному выполнению заказов для фронта.
В 1944 году по партийному поручению в органах государственной безопасности. Назначен старшим уполномоченным Воткинского городского отдела Народного комиссариата (с 1946 г. министерства) государственной безопасности.
С 1947 года находился на партийной работе: заместитель секретаря Воткинского городского комитета ВКП(б) по промышленности, секретарь Воткинского городского комитета ВКП(б) по кадрам. С 1949 года второй секретарь Воткинского городского комитета ВКП(б). С 1951 года секретарь партийного комитета ЦК ВКП(б) на Воткинском машиностроительном заводе. Затем заведующий промышленно-транспортным отделом Удмуртского областного комитета КПСС. С 1957 года секретарь Удмуртского областного комитета КПСС. С 21 декабря 1963 г. по 13 декабря 1985 г. первый секретарь Удмуртского областного комитета КПСС. Марисов руководил республикой 22 года и на этот период приходится её расцвет: развивался мотозавод, выросли электромеханический и радиозавод, заводы бумагоделательнього и нефтяного машиностроения, редукторный завод, Сарапульский завод «Элеконд», реконструировали «Ижмаш» и «Ижсталь», в 1965 году началось строительство автозавода, а кроме него строилось жилье, больницы, детские сады. Первый секретарь обкома осознавал огромную ответственность, которая легла на его плечи. Он выбрал для развития военно-промышленный комплекс, тем более что опыт работы в этом направлении у него уже был. С 1963 г. по 1986 г. экономический потенциал республики возрос многократно. С изделиями Удмуртских заводов запускались космические корабли, ходили подводные лодки, летали самолеты, во всем мире был известен автомат Калашникова, стояли на страже боевые ракеты и переносные зенитные комплексы. Нелогично было бы приписывать все это личным заслугам первого секретаря, но сделано это было при его активном участии. Кроме того, при участии Дмитрия Федоровича Устинова в 1970 году было построено Воткинское шоссе, которое положило начало осуществлению обширной республиканской программы дорожно-мостового строительства, а в 1974 году был сдан Ижевский аэропорт. Поднималось и сельское хозяйство. По личной инициативе первого секретаря крупные предприятия были закреплены за сельскими районами в качестве оказания шефской помощи. В колхозах начали строиться силосные траншеи,  посильная помощь оказывалась в уборке урожая.
Избирался депутатом Верховного Совета Удмуртской АССР, Совета Национальностей Верховного Совета СССР 7—11 созывов (1970—1989). Кандидат в члены ЦК КПСС (1966—1971), член ЦК КПСС (1971—1986).
С декабря 1985 года Валерий Константинович находился на пенсии.
Скончался 18 января 1992 года. Похоронен на Хохряковском кладбище г. Ижевска, на Аллее почетных захоронений.

## Награды
Герой Социалистического Труда (30.08.1982);
Три Ордена Ленина (1971, 1975, 1982);
Два Ордена Трудового Красного Знамени (1958, 1965);
Орден Октябрьской революции (1985)
и рядом медалей.
Почетный гражданин Удмуртии.

## Семья
Жена Фечина Зоя Ивановна в годы Великой Отечественной войны инструктор Воткинского городского комитета ВКП(б), затем работала в отделе кадров мотозавода.
Сын Марисов Вячеслав Валериевич.